# Maël (dessinateur)
Maël, de son vrai nom Martin Leclerc, est un dessinateur de bandes dessinées né le 24 avril 1976 à Saint-Martin-d'Hères (Isère). Il est aussi chanteur et musicien dans le groupe HitchcockGoHome.

## Biographie
Maël commence ses études en arts appliqués avant de se tourner vers la bande dessinée. Son premier ouvrage publié est "Tamino" en 2004, réalisé en collaboration avec les scénaristes Marie Gilbert et Nathal.
En 2005, il publie Les Rêves de Milton, récit de Frédéric Féjard et Sylvain Ricard aux éditions Dupuis. En 2007, Maël et Sylvain Ricard adaptent Dans la colonie pénitentiaire de Franz Kafka,.
En 2009, Maël travaille avec Antoine Bauza sur L'Encre du passé, une bande dessinée qui lui vaut le prix du jury œcuménique de la bande dessinée en lors du festival d'Angoulême 2010.
En 2013, Maël s'associe à Olivier Morel pour Revenants, une bande dessinée traitant du syndrome de stress post-traumatique chez les vétérans de guerre, préfacée par le philosophe Marc Crépon,. L'œuvre est traduite en allemand sous le titre Die Rückkehrer et en anglais sous le titre Walking Wounded.
Maël continue d'explorer des thèmes sociaux et politiques avec Entre les lignes en 2014 et Notre Amérique, une saga commencée en 2016 avec Kris, Futuropolis. Cette série examine les idéaux et les révolutions à travers l'histoire américaine et se compose de quatre volumes publiés entre 2016 et 2022,.

## Publications

### Art Book
- Magnitude 9

### Bandes dessinées
- Tamino, scénario de Marie Gilbert et Nathal, deux tomes, Glénat, 2004[1].
- Les Rêves de Milton, scénario de Frédéric Féjard et Sylvain Ricard, deux tomes, Dupuis, 2005 & 2006.
- Dans la colonie pénitentiaire, scénario de Sylvain Ricard d'après Franz Kafka, Delcourt, 2007[2],[3].
- L'Encre du passé, scénario d'Antoine Bauza, Dupuis, 2009.
- Notre Mère la guerre, scénario de Kris, Futuropolis :

1. Première complainte, 2009[10].
2. Deuxième complainte, 2010.
3. Troisième complainte, 2011.
4. Requiem, 2012[11].

Chroniques, 2014. Hors-série avec plusieurs autres: dessinateurs.
- Revenants, avec Olivier Morel (scénario), préface de Marc Crépon, Futuropolis, 2013[4],[5].
  - Die Rückkehrer (traduction all), Carlsen, 2014[6]
  - Walking Wounded (traduction ang), NBM Publishing, New York, 2015[7].
- Entre les lignes, scénario avec Vincent Odin, Daniel Maghen, 2014  (ISBN 978-2-356-74036-6).
- Notre Amérique, scénario de Kris, Futuropolis

1. Premier mouvement : Quitter l'hiver, 2016[8].
2. Deuxième mouvement : Un printemps mexicain, 2018[9].
3. Troisième mouvement : L'été sera rouge, 2020.
4. Dernier mouvement : Les révolutions meurent en automne, 2022.

- Nostromo, Futuropolis

1. Premier livre, 2024.

## Récompense
- 2010 : Prix du jury œcuménique de la bande dessinée pour L'Encre du passé (avec Antoine Bauza)[13].